# Cesare De Laugier de Bellecour
Cesare De Laugier, conte de Bellecour (Portoferraio, 15 ottobre 1789 – Fiesole, 25 maggio 1871), è stato un generale italiano.

## Biografia
Nacque da famiglia nobile originaria di Nancy. 
Il nonno era stato maggiordomo di Francesco I. Il padre seguì la carriera delle armi; prese parte alla guerra dei sette anni e poi fu comandante all'Elba. Si sposò a Portoferraio con Francesca Coppi e ne ebbe tre figli. Cesare terzogenito nacque in momenti d'angustia domestica: il nonno, irato con il figlio per aver sposato una donna non nobile, lo aveva diseredato, assegnandogli soltanto una piccola pensione. Nel corso della rivoluzione francese intanto venivano confiscati i beni posseduti dalla famiglia in Lorena, e il padre, che non aveva voluto cedere all'intimazione della flotta inglese presentatasi nel 1796 davanti a Portoferraio, era stato destituito e chiamato a Firenze.
Già ufficiale dell'esercito napoleonico nelle campagne di Spagna e di Russia, poi al servizio di Murat, militò nell'esercito del Granducato di Toscana come generale. Nel 1848 guidò un piccolo contingente inviato alla difesa dell'insorta repubblica di Venezia. Il 29 maggio 1848 con appena 6.000 uomini, per lo più studenti volontari delle università di Pisa e di Siena, ebbe l'incarico di fronteggiare a Curtatone e Montanara, a poca distanza dalla città fortezza di Mantova, i 32.000 soldati del Feldmaresciallo Josef Radetzky che tentavano di prendere alle spalle i piemontesi impegnati nell'assedio di Peschiera. De Laugier resistette, ma dovette piegare in ritirata quando seppe che altri 24.000 austriaci di stanza a Mantova si preparavano ad intervenire. Questa strenua difesa contribuì alla vittoria di Carlo Alberto di Savoia a Goito pochi giorni dopo.

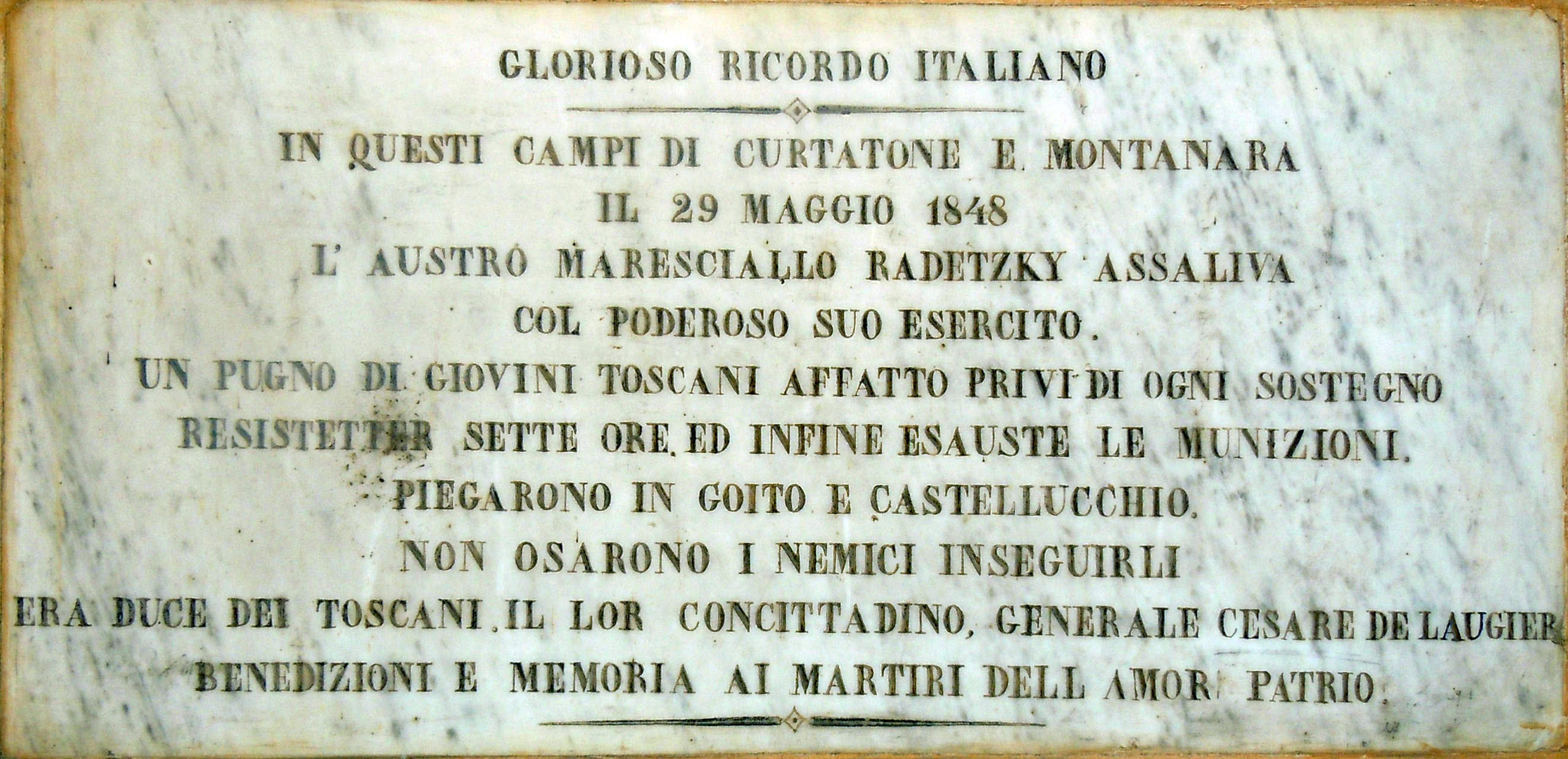
Grazie di Curtatone (MN), lapide a memoria

L'anno seguente De Laugier, quando nominato ministro della guerra fino al 27 maggio 1851, incontrò il Feldmaresciallo Radetzky in visita ufficiale a Firenze, nello stringergli la mano e nel complimentarsi per l'episodio della battaglia di Curtatone e Montanara si sentì dire: «Mi avete tenuto testa per sette ore ed eravate solo un pugno di ragazzi! E pensare che siete riusciti a farmi credere di aver davanti il meglio dell'esercito piemontese!».
Notevoli le sue memorie: Gli italiani in Russia (1826), Fasti e vicende militari degli italiani dal 1801 al 1815 (13 vol, 1829-31), Concisi ricordi di un soldato napoleonico (1870).

## Opere principali
- Concisi ricordi di un soldato napoleonico italiano Cesare De Laugier - Firenze: Tip. del Vocabolario, 1870. - 2 v. leg. in 1 (431 p.);
- Cesare De Laugier di Bellecour, Italiani in Russia: memorie di un ufficiale italiano per servire alla storia della Russia, della Polonia e dell'Italia nel 1812 / Cesare De Laugier - Firenze: s.n., 1826-1827. - 4 v. ;
- Cesare De Laugier di Bellecour, Le milizie toscane nella guerra di Lombardia del 1848: narrazione istorica / del generale De Laugier - Capolago: Tip. Elvetica, 1850;
- Cesare De Laugier di Bellecour, Racconto storico della giornata campale pugnata il 29 maggio 1848 a Montanara e Curtatone / [Cesare De Laugier] - Firenze: [s.n.], 1849
- Cesare De Laugier di Bellecour, La Legione Italiana a Montevideo, [s.n.],  [s.l.], 1846? (è la pubblicazione di alcuni inediti attestanti i meriti della Legione Italiana di Montevideo).